# Hưng Long, Yên Lập
Hưng Long là một xã thuộc huyện Yên Lập, tỉnh Phú Thọ, Việt Nam.
Xã Hưng Long có diện tích 10,82 km², dân số năm 1999 là 4186 người, mật độ dân số đạt 387 người/km².